# Waldsolms
Waldsolms är en kommun och ort i Lahn-Dill-Kreis i Regierungsbezirk Gießen i förbundslandet Hessen i Tyskland. Kommunen bildades 31 december 1971 genom en sammanslagning av de tidigare kommunerna Brandoberndorf, Griedelbach, Hasselborn, Kraftsolms, Kröffelbach och Weiperfelden.